# Gerrit Scheffer
Gerrit Scheffer (* 27. Januar 1949 in Zelhem (Bronckhorst)) ist ein ehemaliger niederländischer Radrennfahrer und nationaler Meister im Radsport.

## Sportliche Laufbahn
Scheffer war im Querfeldeinrennen (heutige Bezeichnung Cyclosport) aktiv. 1975 holte er bei den UCI-Cyclocross-Weltmeisterschaften die Bronzemedaille. 1974 gewann er den nationalen Titel im Querfeldeinrennen vor Sjaak Spetgens. Vize-Meister wurde er 1973 hinter Cock van der Hulst, 1975 hinter Gertie Wildeboer und 1976 hinter Wilhelmus Brouwers. 1977 gewann er das traditionsreiche Rennen Veldrit Gieten.
Siebenmal startete er bei den UCI-Cyclocross-Weltmeisterschaften. 1971 wurde er 15., 1972 20., 1973 10., 1974 10., 1975 3. im Weltmeisterschaftsrennen der Amateure. Bei den Profis kam er 1976 auf den 8. Platz und 1977 auf den 12. Rang.